# Liba (imię)
Liba lub Libia – imię żeńskie, którego patronką jest św. Liba, wspominana razem ze swoimi towarzyszkami, św. Leonidą i Eutropią. W literaturze hagiograficznej Libę (Libię) oznacza się przemiennie tym imieniem oraz imieniem Oliwia.
Liba (Libia) imieniny obchodzi 15 czerwca.